# Articles of Faith
Articles of Faith est un groupe de punk hardcore américain, originaire de Chicago, dans l'Illinois. Principalement actif entre 1981 et 1985, le groupe se réunit très sporadiquement entre 1991 et 1992, puis en 2010.

## Biographie
Les derniers travaux du groupe sont crédités comme d'un niveau supérieur, et pour avoir lancé le style musical emo. À l'origine, il est conçu comme un cover band reprenant des chansons de Springsteen et The Clash sous le nom de Direct Drive. Ils changent de nom après que Vic Bondi ait visité Washington, D.C. en 1981, et assisté à un concert des Bad Brains qu'il décrit d'« épiphanie ». AoF joue un style musical influencé par le funk, le reggae et le jazz, et écrit des paroles décrivant les difficultés à trouver la liberté dans une société de consommation. Le batteur Bill Richman (surnommé Virus X), membre du Parti communiste révolutionnaire, quitte brièvement le groupe en 1984 qui commençait à se consacrer à la politique, puis revient pour enregistrer In this Life. Bondi quittera déjà Chicago à la séparation du groupe en 1985 ; In this Life est publié deux ans plus tard. 
La formation originelle se réunit pour une tournée européenne en 1991. Leur dernier concert est enregistré et publié dans la série des Your Choice Live. En 2010, Articles of Faith se réunit encore, cette fois pour le Riot Fest de Chicago, et enregistre un nouvel EP,.

## Membres
- Vic Bondi - chant, guitare
- Dave Shield - basse, chant
- Bill Richman (Virus X) - batterie
- Dorian Tajbakhsh - guitare
- Joe Scuderi - guitare

## Discographie
- 1982 : What We Want Is Free (EP)
- 1983 : Wait - Wasteland (EP trois titres)
- 1984 : Give Thanks
- 1987 : In This Life
- 2010 : New Normal Catastrophe (EP)

### Albums posthumes
- 1991 : Core
- 1992 : Give Thanks
- 1994 : Your Choice Live Series 022
- 2002 : AoF Complete Vol. 1 et AoF Complete Vol. 2

### Apparitions
- 1982 : Buried Alive et False Security, sur la compilation Master Tape
- 1984 : Five O'Clock, sur la compilation The Middle of America
- 1985 : Up Against The Wall, sur la compilation P.E.A.C.E.
- 2003 : Buy this War et American Dreams, sur la compilation Fortunate Son
- 2006 : Bad Attitude sur le documentaire American Hardcore